# Sergiu Mihail Tofan
Mihail Sergiu Tofan (n. 11 martie 1959 – d. 9 iunie 2011) a fost un deputat român în legislatura 2000-2004, ales în județul Galați pe listele partidului PNL. 
Mihail Sergiu Tofan a absolvit Facultatea de Filozofie, București în 1983 și Facultatea de Teologie ortodoxă, București în 2001. Mihail Sergiu Tofan a fost profesor universitar la Universitatea "Dunărea de Jos", Galați și șeful Catedrei de filozofie. Decesul lui Mihail Sergiu Tofan a fost menționat de Universitatea "Dunărea de Jos", Galați.